# 中御門尚良
中御門明豊（なかのみかど なおよし、天正18年（1590年）8月7日 - 寛永18年（1641年）8月23日）は、安土桃山時代から江戸時代初期にかけての公卿。別名は中御門宣隆、中御門宣衡、中御門成良。

## 官歴
- 慶長5年（1600年）：右衛門佐
- 慶長7年（1602年）：従五位上
- 慶長9年（1604年）：右少弁
- 慶長10年（1605年）：補蔵人
- 慶長11年（1606年）：正五位下
- 慶長12年（1607年）：正五位上
- 慶長14年（1609年）：左少弁
- 慶長16年（1611年）：正四位下
- 慶長17年（1612年）：右大弁、補蔵人頭
- 慶長18年（1613年）：参議
- 慶長19年（1614年）：従三位
- 元和2年（1616年）：権中納言
- 元和3年（1617年）：正三位
- 元和6年（1620年）：従二位
- 寛永元年（1624年）：賀茂伝奏
- 寛永4年（1627年）：権大納言
- 寛永6年（1629年）：院執権
- 寛永7年（1630年）：正二位

## 系譜
- 父：中御門資胤
- 兄：清閑寺共房
- 子：中御門宣順
- 子：岡崎宣持
- 子：松崎宣陸
- 子：中御門宣兼
- 子：中御門尚冬